# Eumelea craspedias
Eumelea craspedias är en fjärilsart som beskrevs av Edward Meyrick 1886. Eumelea craspedias ingår i släktet Eumelea och familjen mätare. Inga underarter finns listade i Catalogue of Life.